# António Luís Pereira Coutinho

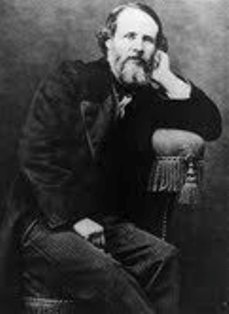
O 5.º Marquês de los Soidos.

António Luís Pereira Coutinho Pacheco de Vilhena e Brito de Mendonça Borges Botelho Pato Nogueira de Novais Pimentel ComNSC (Lisboa, Penha de França, Palácio de São Gonçalo ou São Jorge de Arroios, 9 de Agosto de 1818 – Alcochete, Alcochete, Quinta da Praia das Fontes, 9 de Agosto de 1908), 5.º Marquês de los Soidos Grande de Espanha de 1.ª Classe, foi um nobre e aristocrata português.

## Família
Filho primogénito de D. António Xavier Pereira Coutinho Pacheco de Vilhena e Brito de Mendonça Botelho Pato Nogueira de Novais Pimentel, 4.º Marquês de los Soidos Grande de Espanha de 1.ª Classe, 9.º Senhor do Morgado de Soidos e Senhor Donatário dos Reguengos do Cartaxo e Vale da Pinta, e de vários Vínculos, Morgados e Padroados, e de sua mulher Maria da Madre de Deus de Lemos Pereira de Lacerda.

## Biografia
Foi Moço Fidalgo da Casa Real com exercício no Paço por Carta de 19 de Junho de 1824 de D. João VI de Portugal, Gentil-Homem da Câmara de Sua Majestade Católica, e herdou todos os Senhorios e Honras de seus maiores, tendo sido 10.º Senhor do Morgado de Soidos, Senhor Donatário dos Reguengos do Cartaxo e Vale da Pinta, e de vários Vínculos, Morgados e Padroados, dos quais foi o último possuidor com a extinção dos Morgados em Portugal por Carta de Lei de 19 de Maio de 1863 de D. Luís I.

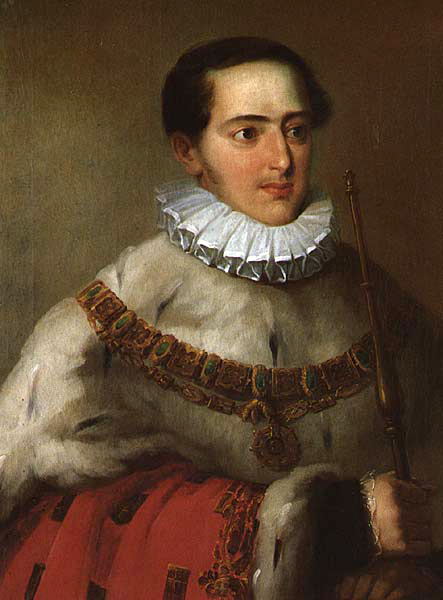
D. Miguel I foi lealmente apoiado pela família de los Soidos, inclusive D. António Luís

Frequentou as aulas do Mosteiro de São Vicente de Fora e do Colégio dos Nobres.
A 10 de Outubro de 1833 assentou praça na 3.ª Companhia do Regimento de Artilharia da Corte. Mudou depois para o Regimento de Caçadores da Beira Baixa, onde chegou a Alferes, batendo-se valorosamente no Exército de D. Miguel I e recebendo ferimentos. Era Tenente de Caçadores 2 e fez parte da guarda da retaguarda durante a retirada do Alentejo, que conduziu à Convenção de Évora Monte, de que foi um dos convencionados e de todos eles o último sobrevivente. Sendo um acérrimo miguelista, apoiante do Rei D. Miguel I, depois da sua queda e do sistema do Antigo Regime, viu-se perseguido, tanto como o seu pai, chegando a estar na prisão do Limoeiro. 
Exilou-se depois para a Itália com o Rei, e alguns anos mais tarde regressou a Portugal, mantendo-se afastado de toda a atividade política.
Foi num dos seus Solares da sua família em Alcochete, atual edifício dos Paços do Concelho, que o 5.º Marquês de los Soidos residiu e onde nasceram a maior parte dos seus filhos e filhas. Em 1852, quando o seu pai faleceu, D. António Luís, na qualidade de primogénito e sucessor, assumiu a administração da Casa.
A 13 de Agosto de 1851 foi feito 331.º Comendador da Ordem de Nossa Senhora da Conceição de Vila Viçosa. Ao contrário do que está escrito e mal citado, não foi este marquês Comendador da Ordem de Nossa Senhora da Conceição de Vila Viçosa, mas sim o seu primo Bacharel António Luiz da Costa Pereira Pacheco de Vilhena Coutinho, filho de Gaspar da Costa Pereira de Vilhena Coutinho, o decreto real da atribuição da mercê não deixa dúvidas. Esta confusão é explicada por usarem o mesmo nome. António Luiz da Costa Pereira Pacheco de Vilhena Coutinho é sobrinho neto do primeiro marquês de Soydos e tem actualmente geração nos Barões de São Martinho de Dume.
Ignora-se a data da renovação do título espanhol de 5.º Marquês de los Soidos Grande de Espanha de 1.ª Classe, que não foi reconhecido em Espanha por Carta de Isabel II e Francisco I por ter sido partidário Carlista, podendo, todavia, ter sido reconhecido por Carlos de Bourbon, Conde de Molina, e que em Portugal também não foi reconhecido na sua descendência, por ter esta família permanecido fiel ao Partido Legitimista. O título em Espanha também vagou para a Coroa, pois hoje se encontra noutra família.
O Marquês era um apaixonado por Alcochete e a sua afeição por esta vila foi sempre generosamente mostrada. Testemunhos da sua afeição por Alcochete são os seus atos na Sessão da Câmara Municipal do dia 4 de Março de 1875 e aquando da perda da autonomia do Concelho. Na primeira situação, D. António Luís fez anunciar a dádiva de um terreno, com uma área de 14.510 m², contíguo ao Largo do Rossio e destinado a um passeio público; na segunda, fez saber que disponibilizava a totalidade das suas posses em prol da restauração da autonomia municipal. Foi o primeiro Presidente da Câmara Municipal do Município restaurado.
Faleceu no dia em que fazia 90 anos.

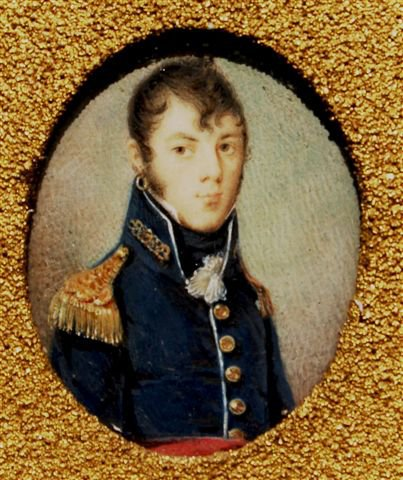
Francisco Xavier Teles de Melo e Lancastre, pai da Marquesa Maria José da Graça

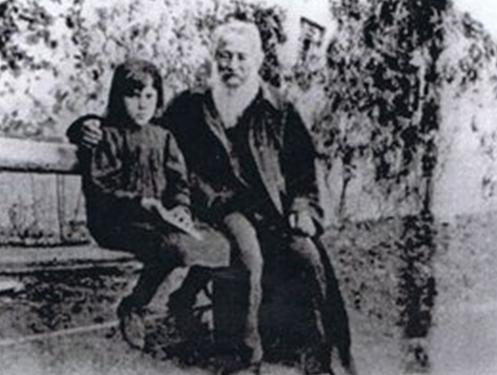
O Marquês e a sua neta, D. Maria da Madre de Deus Pereira Coutinho, em Alcochete.

## Casamento e descendência
Casou em Lisboa, Santa Engrácia, a 22 de Abril de 1844 com Maria José da Graça Teles de Melo de Almeida Malheiro (Lisboa, Pena, 17 de Setembro de 1823 – Alcochete, Alcochete, Quinta da Praia das Fontes, 2 ou 6 de Outubro de 1866), irmã da mulher do Conde da Redinha♙e filha de Francisco Xavier Teles de Melo Albuquerque Brito Freire Meneses e Faro Ataíde e Lancastre (Lisboa, Santa Engrácia, 20 de Novembro de 1782 – Leiria, Leiria, 5 de Agosto de 1833), Senhor do Morgado dos de Albuquerque da Casa dos Bicos, de Lisboa, e de numerosos outros Vínculos e Senhorios, Secretário do Conselho de Guerra e Moço Fidalgo da Casa Real, neto materno do 3.º Barão da Ilha Grande de Joanes e 1.º Visconde de Mesquitela, e de sua mulher (Lisboa, Pena, 27 de Novembro de 1813) Maria Ana Guilhermina Leite Pacheco de Vasconcelos de Baena de Antas da Cunha de Almeida Portugal ou de Antas da Cunha e Almeida Leite Pacheco de Melo de Baena Malheiro ou de Antas da Cunha Leite Pacheco de Baena de Almeida Malheiro (Lisboa, Pena, 13 de Março de 1797 – Lisboa, Pena, 2 de Dezembro de 1840), também Senhora de Vínculos, de quem teve sete filhos e quatro filhas: 
- D. António Xavier Pereira Coutinho (Alcochete, Alcochete, Quinta da Praia das Fontes, 28 de Julho de 1845 – Lisba, 27 de Setembro de 1925), casado em Santarém, Tremês, a 3 de Agosto de 1870 com Maria do Rosário de Abreu (Santarém, Abitureiras, 12 de Setembro de 1847 – ?), filha de Joaquim José Domingos de Abreu (Santarém, Tremês, bap. 8 de Maio de 1816 – ?) e de sua mulher Feliciana Maria de Sousa (Santarém, Tremês, bap. 14 de Novembro de 1814 – ?), com geração
- D. Francisco Maria Pereira Coutinho Teles de Melo (Alcochete, Alcochete, Quinta da Praia das Fontes, 9 de Novembro de 1846 – Brasil), solteiro, teve um filho de Josefa da Conceição:
  - D. Francisco Pereira Coutinho (Lisboa, São Vicente de Fora, 16 de Março de 1865), solteiro e sem geração
- D. Maria da Madre de Deus Pereira Coutinho de Lacerda e Faro (Alcochete, Alcochete, Quinta da Praia das Fontes, 10 de Junho de 1848 – Lisboa, Pena, 5 de Outubro de 1933), casada a 22 de Junho de 1872 com Eduardo da Costa Coimbra (Brasil, 1846 – ?), filho de Pedro da Costa Coimbra e de sua mulher Vicência Cadillon, sem geração
- D. Maria Ana Guilhermina Pereira Coutinho (Alcochete, Alcochete, Quinta da Praia das Fontes, 1 de Julho de 1850 – Lisboa, São Paulo, 18 de Fevereiro de 1889), casada em Lisboa, São Jorge de Arroios, a 30 de Outubro de 1878 com António Carlos de Velasco Celestino Soares (Lisboa, Anjos, 4 de Novembro de 1852 – Lisboa, Santos-o-Velho, 17 de Fevereiro de 1887), sobrinho-neto do 1.º Visconde de Leceia, com geração
- D. Maria Isabel Pereira Coutinho (Alcochete, Alcochete, Quinta da Praia das Fontes, 18 de Dezembro de 1851 – Cascais, Alcabideche, 24 de Fevereiro de 1931), casada com seu primo-irmão o conhecido Engenheiro Agrónomo D. António Xavier Pereira Coutinho (Lisboa, Santo Estêvão, 11 de Junho de 1851 – Cascais, Alcabideche, 27 de Março de 1939), com geração
- D. João Pacheco Pereira Coutinho (Lisboa, São Jorge de Arroios, 19 de Novembro de 1853 – Lisboa, Santa Isabel, 31 de Maio de 1933), casado em Lisboa, Santa Isabel, a 26 de Novembro de 1894 com Maria Margarida de Carvalho de Lacerda Castelo Branco (Lisboa, Lapa, 8 de Novembro de 1862 – Lisboa, Santa Isabel, 21 de Dezembro de 1938), irmã de sua co-cunhada, filha de Hugo Goodair de Lacerda Castelo Branco e de sua mulher Maria Guilhermina Salomé de Carvalho, com geração
- D. Jerónimo Pereira Coutinho (Alcochete, Alcochete, Quinta da Praia das Fontes, 17 de Dezembro de 1856 – Guimarães, Fermentões, 16 de Junho de 1922), casado em Lisboa, São Mamede, a 23 de Junho de 1881 com Maria Guilhermina de Carvalho de Lacerda Castelo Branco (Lisboa, Lapa, 10 de Junho de 1859 – Alcochete, Alcochete, Quinta da Praia das Fontes, 6 de Janeiro de 1905), irmã de sua co-cunhada, filha de Hugo Goodair de Lacerda Castelo Branco e de sua mulher Maria Guilhermina Salomé de Carvalho, com geração
- D. Martinho da França Pereira Coutinho (Alcochete, Alcochete, Quinta da Praia das Fontes, 1859 – Lisboa, São Jorge de Arroios, 24 de Março de 1881), solteiro e sem geração
- D. Maria José da Graça Pereira Coutinho (Alcochete, Alcochete, Quinta da Praia das Fontes, 20 de Julho de 1860 – Lisboa, São Sebastião da Pedreira, 24 de Junho de 1938), casada em Lisboa, São Jorge de Arroios, a 11 de Fevereiro de 1882 com João António Facco Viana (Lisboa, Santa Engrácia, 1 de Março de 1860 – Alcochete, Alcochete, Quinta da Praia das Fontes, 4 de Outubro de 1916), filho de Manuel Rodrigues Viana e de sua mulher, de quem foi primeiro marido, Maria Joaquina Facco Bertieri (Lisboa, Campo Grande, 24 de Abril de 1839 – 1887), de ascendência italiana, com geração
- D. Pedro Pereira Coutinho (Alcochete, Alcochete, Quinta da Praia das Fontes, 24 de Fevereiro de 1862 – 31 de Janeiro de 1922), casado em Alcochete, Samouco, a 20 de Janeiro de 1889 com Maria do Rosário Tavares Castanheira (Alcochete, Samouco, 28 de Julho de 1872 – Lisboa, São Jorge de Arroios, 10 de Janeiro de 1911), filha de António Tavares Castanheira e de sua mulher Zeferina Júlia Ferreira Louro, com geração
- D. Luís Pacheco Pereira Coutinho (Lisboa, São Jorge de Arroios, 7 de Maio de 1863 – Alcochete, Alcochete, Quinta da Praia das Fontes, 1 de Maio de 1864)